# Willemskerke
Willemskerke is een voormalig dorp in Oost-Zeeuws-Vlaanderen, gelegen in het noordwesten van de Goessche polder. Van dit voormalige dorp zijn in de 19e eeuw nog overblijfselen gevonden. Dit dorp is in 1586 door inundatie verloren gegaan. Dit dorp lag in de buurt van Hoek.